# Lizaso
Lizaso es una localidad española y un concejo de la Comunidad Foral de Navarra perteneciente al municipio de Ulzama. Está situado en la Merindad de Pamplona, en la comarca de Ultzamaldea. Su población en 2022 fue de 145 habitantes (INE).

## Demografía
| Padrón correspondiente al año > | 2000 | 2002 | 2004 | 2006 | 2008 | 2010 | 2012 | 2014 | 2016 | 2018 | 2022 |
| Lizaso                          | 128  | 123  | 124  | 128  | 135  | 149  | 164  | 161  | 166  | 162  | 145  |